# Château d'Arrentières
Le château d'Arrentières est un château situé à Arrentières, en France.

## Localisation
Le château est situé sur la commune d'Arrentières, dans le département français de l'Aube.

## Historique
L'une des premières maison forte fut peut-être celle des Templiers de la commanderie de Thors qui étaient les seigneurs au XIIe siècle. Il est déjà cité en 1238 comme château fort et Jean d'Arrentières eu l'autorisation, en 1319, d'y fonder une chapelle, il était un important chevalier avec son poste de bailli du Vermandois et de Chaumont. 
Le château aurait été rasé, pour cause de félonie, du seigneur par ordre de Louis XIII qui n'avait pas accepté sa conversion au protestantisme. Il en reste des fossés et tours du XIIIe siècle, deux tours et une salle souterraine qui sont datées du XVe siècle. L'une des tours a été réhabilité en pigeonnier et l'autre sert de base à une bâtisse carrée du XVIIIe siècle. 
C'est la résidence de M. Louis Ladislas de Lassus au milieu du XIXe siècle (source recensement).     
L'édifice est inscrit au titre des monuments historiques en 1994.